# ツベタンカ・フリストワ
ツヴェタンカ・フリストーワ（Цветанка Христова、1962年3月14日 - 2008年11月14日）は、ブルガリアの陸上競技選手。円盤投を専門としていた。
1982年、弱冠20歳にしてヨーロッパ陸上競技選手権大会で優勝。それ以降、1983年世界陸上競技選手権大会4位、1987年3位とそこそこの成績をおさめていたが、若くして華々しく登場した彼女に対する母国の人気と期待は大きく、満足のいく成績ではなかった。
1991年東京で行われた世界選手権では、若いイルケ・ヴィルダ（東ドイツ）がここまで足掛け3年破竹の41連勝、年齢的にも30歳に近づいてきたフリストワが世界を制する機会は永遠に去ったかに思われた。思われたが、漂う大物感、いつか爆発する筈の潜在能力、これも約束されている筈だった世界一の栄光、無敵ヴィルダを破るとすれば彼女、彼女でなければならないという期待は潜行していた。

五投目まで6位と記録は伸びていなかったが、最終六投目、いつものような勝利を意識した固さはなく、放たれた円盤は乾坤一擲奇跡のように70mラインを越えていった。
待ちに待った勝利にサークルを出た彼女は顔を覆って涙にくれた。
このフリストワの勝利は、1983年ヘルシンキ世界陸上競技選手権大会におけるヘレナ・フィビンゲロバ（チェコスロバキア）の勝利と並ぶ、女子フィールド競技史上最も劇的な勝利として長く記憶される事になった。
翌年の1992年バルセロナオリンピックでも銀メダルを獲得し、投擲選手として大きな名を残した。
42歳となった2004年、アテネオリンピックにもB標準記録を突破し出場したが、予選最下位に終わった。しかし、2007年になっても57m90cmの記録を出していた。

## 主な実績
| 年   | 大会                         | 場所                       | 種目   | 結果 | 記録  |
| ---- | ---------------------------- | -------------------------- | ------ | ---- | ----- |
| 1982 | ヨーロッパ陸上競技選手権大会 | アテネ（ギリシャ）         | 円盤投 | 金   | 68m34 |
| 1983 | 世界陸上競技選手権大会       | ヘルシンキ（フィンランド） | 円盤投 | 4位  | 65m62 |
| 1987 | 世界陸上競技選手権大会       | ローマ（イタリア）         | 円盤投 | 銅   | 68m82 |
| 1988 | オリンピック                 | ソウル（大韓民国）         | 円盤投 | 銅   | 69m74 |
| 1991 | 世界陸上競技選手権大会       | 東京（日本）               | 円盤投 | 金   | 71m02 |
| 1992 | オリンピック                 | バルセロナ（スペイン）     | 円盤投 | 銀   | 67m78 |

## 自己ベスト
- 円盤投 73m22 （1987年4月19日、世界歴代8位）